# Чибисов, Андрей Никитич
Андре́й Ники́тич Чи́бисов — советский астроном, проректор Пермского государственного университета (1938—1940).

## Биография
Окончил физико-математический факультет МГУ.
С 1938 по 1940 — проректор Молотовского (Пермского) государственного университета, куда был направлен из Москвы Наркомпросом по просьбе ректора университета М. И. Прохоровой. Одновременно преподавал на кафедре математического анализа университета.
В своих воспоминаниях М. И. Прохорова отмечала, что А. Н. Чибисов на тот момент был единственным кандидатом наук среди физиков и математиков университета.
Перед своим уходом М. И. Прохорова рекомендовала его в качестве главного претендента на должность следующего ректора.

## Научная деятельность
Ученик известного советского астронома, директора Государственного астрономического института Н. Д. Моисеева.
Труды А. Н. Чибисова, опубликованные в период работы в Пермском университете по эволюции малых планет, оцениваются как «интересные».
Как и другие ученики Н. Д. Моисеева, А. И. Чибисов изучал вековые и долгопериодические возмущения в движениях естественных небесных тел. Так, в МГУ и ГАИШ вместе с Т. В. Водопьяновой занимался проблемой вековых характеристик малых тел солнечной системы (на примере астероидов), в частности, применяя на практике выведенные Н. Д. Моисеевым осреднённые теоретические схемы движения небесных тел.
Обозревая всемирную историю теоретической астрономии, член-корреспондент АН СССР М. Ф. Субботин отмечал вклад А. Н. Чибисова (вместе с Н. Д. Моисеевым и Г. Н. Дубошиным) в «исследовании ограниченной задачи трёх тел, осложнённой добавлением гауссовых колец (точнее, однородных круговых колец, лежащих в плоскости движения конечных масс)».
В современных научно-популярных публикациях А. И. Чибисов часто упоминается в связи с его исследованиями Фаэтона — планеты Солнечной системы, гипотетически существовавшей между Марсом и Юпитером.
...используя методы небесной механики, попытался «собрать» астероиды вместе и определить приблизительную орбиту родительской планеты. Он пришел к выводу, что невозможно определить ни область, где взорвалась планета, ни орбиту, по которой она двигалась до взрыва.

## Избранные работы
- Чибисов А. Н. О структуре и эволюции системы астероидов. 1. О постоянных интеграла Якоби в первом приближении дли астероидов списка 1934 г. // Труды
- ГАИШ. Т. 9. Вып. 1. 1936. С. 130—161.
- Чибисов А. Н. Каталог значений постоянных Якоби для астероидов списка 1934 г. // Труды ГАИШ. Т. 9. Вып. 1. М., 1936. С. 165—190.
- Чибисов А. Н. О структуре и эволюции системы астероидов. 2. О движении астероида в плоской круговой осреднённой ограниченной проблеме трех тел // Труды ГАИШ. Т. 9. Вып. 3. М., 1939. С. 243—306.